# (34525) 2000 SQ205
2000 SQ205 (asteroide 34525) é um asteroide da cintura principal. Possui uma excentricidade de 0.16396640 e uma inclinação de 2.42728º.
Este asteroide foi descoberto no dia 24 de setembro de 2000 por LINEAR em Socorro.